# Gewerbepark Nürnberg-Feucht
Gewerbepark Nürnberg-Feucht ist ein statistischer Bezirk im Süden Nürnbergs. Er umfasst nur einen Teil des Gewerbeparks Nürnberg-Feucht, der teils auch auf dem Gemeindegebiet von Feucht und Wendelstein in den Gemarkungen Feucht und Forst Kleinschwarzenlohe liegt.
Er befindet sich auf einem ehemaligen amerikanischen Flugfeld (Feucht Army Airfield, Panzerabwehrhubschrauber) nördlich der Heeresmunitionsanstalt Feucht und gehört zum Statistischen Stadtteil 3 “Südöstliche Außenstadt”. Der Bezirk besteht aus nur einem Distrikt, dem Distrikt 390 Gewerbepark Nürnberg-Feucht.

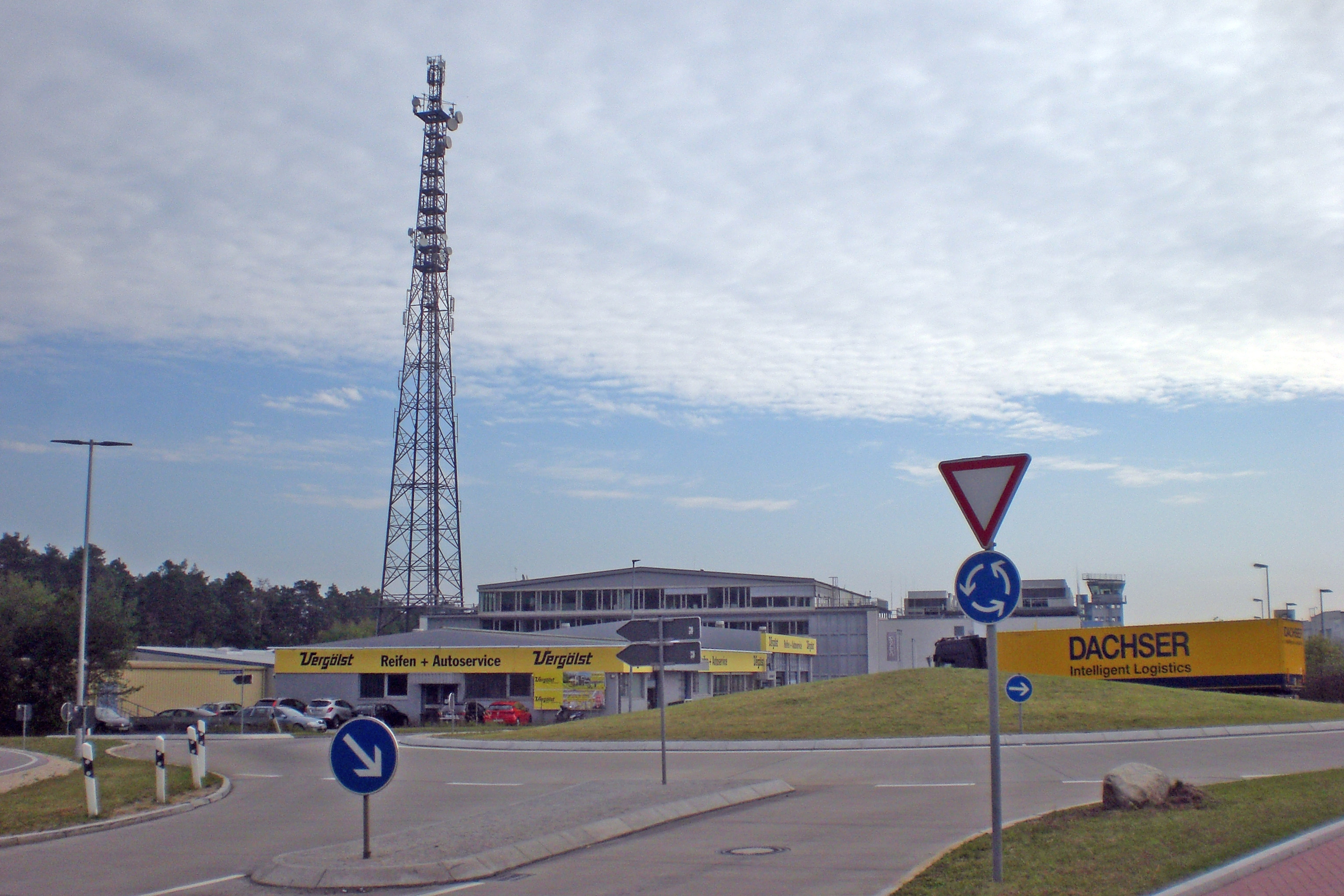
Kreisverkehr am Gewerbepark Nürnberg-Feucht (2024)

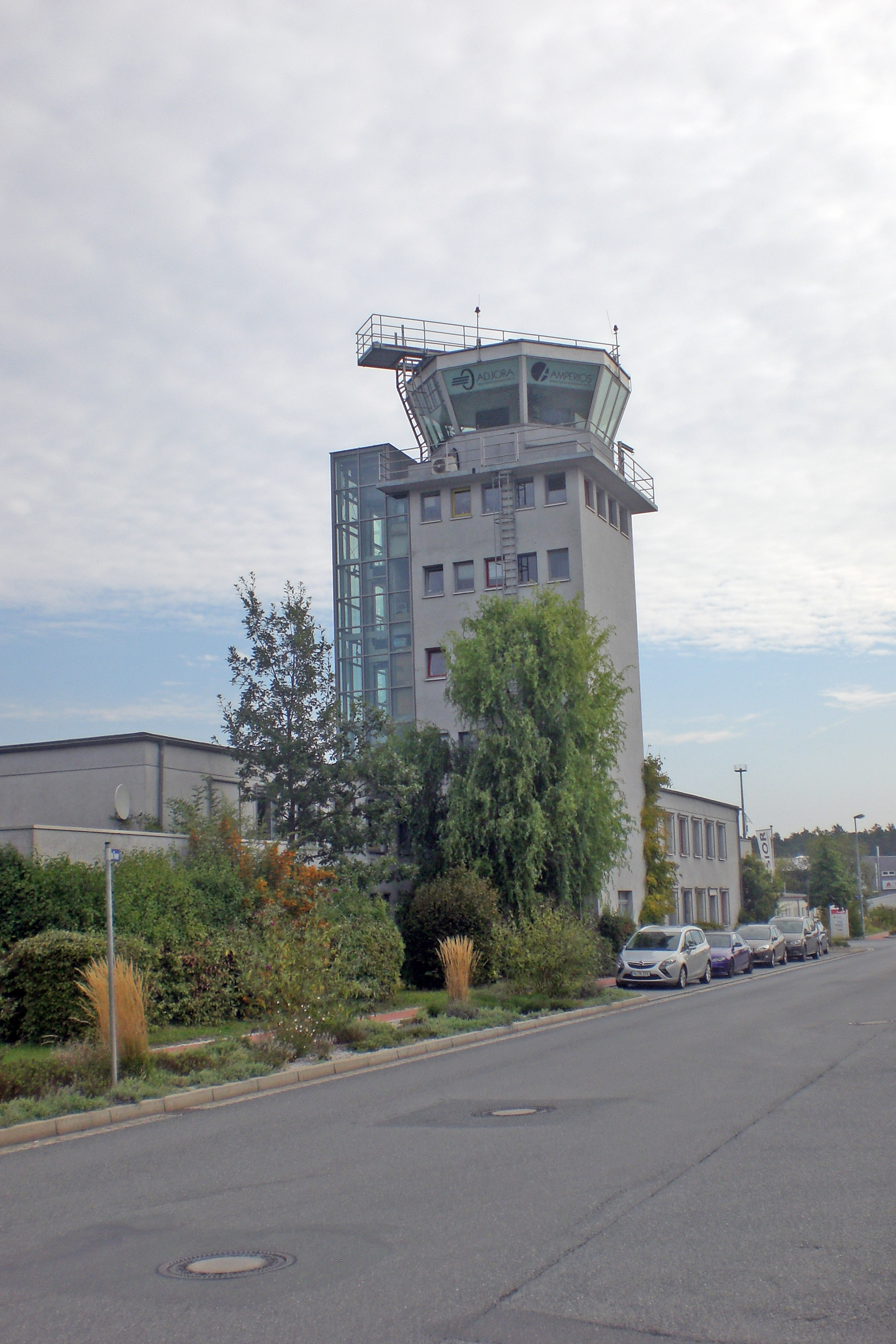
Tower (2024)